# Burgstall Pollanten
Der Burgstall Pollanten ist eine abgegangene frühmittelalterliche Burganlage im Ort Pollanten, heute Gemeindeteil der Stadt Berching im Landkreis Neumarkt in der Oberpfalz in Bayern. Die Anlage wird als Bodendenkmal unter der Aktennummer D-3-6834-0141 im Bayernatlas als „archäologische Befunde des Mittelalters und der frühen Neuzeit im Bereich des ehemaligen Schlosses von Pollanten, zuvor mittelalterlicher Adelssitz“ geführt. 

## Beschreibung

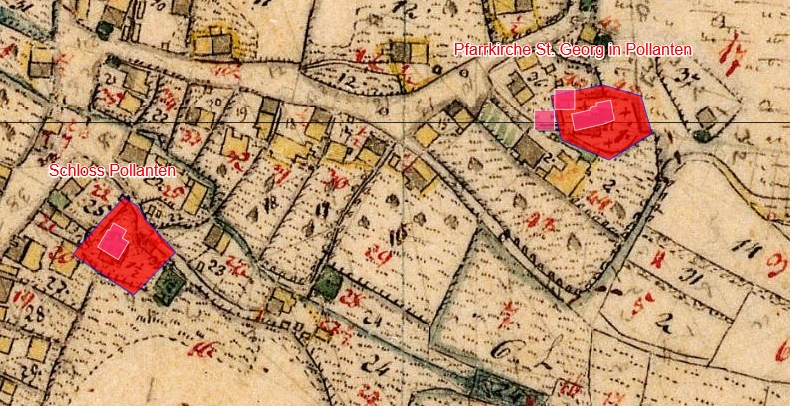
Lageplan von Burgstall Pollanten auf dem Urkataster von Bayern

Ihre Lage wird ins heutige Areal der Pfarrkirche St. Georg gelegt. Der Halsgraben, der die Burg damals Richtung Osten vom Berg abtrennte, ist heute verfüllt. Die Tiefe des Grabens lässt sich mit der tiefen Fundamentierung am Kirchturm, des vermutlich mittelalterlichen Bergfrieds, gut erahnen.
Der spätere Adelssitz der Herren von Pollanten liegt in der Müllergasse 2 in Pollanten. Die Kirche ist auf den Heiligen St. Georg geweiht, einen typischen Adelsheiligen aus dem 11. und 12. Jahrhundert, die 1248 oder 1249 als Ortsadel urkundlich sind. Der Burgstall ist im Gegensatz zum späteren Adelssitz nicht als Denkmal ausgewiesen.